# Goodbye
Goodbye s.r.o. je český startup poskytující online služby v oblasti pohřebnictví.

## Historie a činnost
Zakladatelem a jednatelem firmy je Jiří Štěpánek; společnost vznikla 1. února 2021 přejmenováním jeho předchozí společnosti. Na jaře 2021 navázala spolupráci s firmou Pohřební průvodci a začala nabízet alternativní formy pohřbů, odlišné od tradičních pohřbů s obřadem ve smuteční síni. V roce 2021 investoval do společnosti několik milionů korun fond Jinej Fond investorů Jiřího Hlavenky a Jana Slámy.
Společnost se zaměřuje na digitální služby v oblasti pohřebnictví – nabízí zařízení pohřbu či vytvoření závěti prostřednictvím internetu, online. Spolupracuje s několika neziskovými organizacemi, například Centrum Paraple, SOS dětské vesničky, či Život dětem.